# Coise-Saint-Jean-Pied-Gauthier
Coise-Saint-Jean-Pied-Gauthier – miejscowość i gmina we Francji, w regionie Owernia-Rodan-Alpy, w departamencie Sabaudia.
Według danych na rok 1990 gminę zamieszkiwało 828 osób, a gęstość zaludnienia wynosiła 80 osób/km² (wśród 2880 gmin regionu Rodan-Alpy Coise-Saint-Jean-Pied-Gauthier plasuje się na 885. miejscu pod względem liczby ludności, natomiast pod względem powierzchni na miejscu 1096.).
Przez gminę przepływa rzeka Isère. 